# Гідрохінон
Гідрохіно́н, або бензен-1,4-діо́л, або хіно́л — ароматична органічна сполука, яка належить до двоатомних фенолів, та має хімічну формулу C6H4(OH)2. Ізомер пірокатехолу та резорцину. Вперше гідрохінон описисав Фрідріх Велер у 1844 році.

## Фізичні властивості
Є безбарвною твердою речовиною без запаху. Розчинний в етанолі, ацетоні, воді, погано розчинний в бензені та третрахлорметані.
Має три кристалічні модифікації: α, β і γ. Перша з них є стабільною і утворюється при кристалізації гідрохінону з води. Має виглядів голок. Β-модифікація утворюється при кристалізації з метанолу чи ізопропанолу. Γ-модифікація утворюється при сублімації і має вигляд призм. Інші властивості показані в таблиці:
| Модифікація | Температура плавлення | Сингонія      |
| ----------- | --------------------- | ------------- |
| Α           | 173.8 – 174.8 °C      | Гексагональна |
| Β           | -                     | -             |
| Γ           | 169 °С                | Моноклінна    |

## Отримання

### Окисненнямп-диізопропілбензену
При алкілювання бензену пропіленом можна отримти п-диізопропілбензен. Його окиснюють повітрям в слаболужному середовищі до гідропероксиду при температурі 80–90 °С. Далі до гідрпероксиду додається 0,2–1% сульфатної кислоти, яка каталізуює його розщеплення з утворенням гідрохінону та ацетону. Вихід реакції складає 80 % (починаючи з диізопропілбензену):

### Гідроксилюванням  фенолу
Гідрохінон також отримують гідроксилюванням фенолу 70 % водним розчином пероксиду водню. Реакцію проводять при температурі 80 °С в присутності каталізаторів — сильних кислот, солей заліза(II) чи кобальту(II). При цьому утворюється суміш пірокатехолу та гідрохінону:
{\displaystyle {\ce {C6H5OH + H2O2 ->[Fe(II)/Co(II)]HO-C6H4-OH + H2O}}}

### Відновлення 1,4-бензохінону
Гідрохінон утворюється також при відновленні 1,4-бензохінону, який отримують окисненням аніліну діоксидом марганцю в сульфатній кислоті при температурі 0-5 °С. Це найстаріший метод отримання гідрохінону:
{\displaystyle {\ce {2C6H5-NH2 + 4MnO2 + 5H2SO4 ->2O=C6H4=O + (NH4)2SO4 + 4MnSO4 + 4H2O}}}
{\displaystyle {\ce {O=C6H4=O + H2 ->HO-C6H4-OH}}}

### Інші методи
- Циклізація ацетилену з монооксидом вуглецю у присутності води[4]:

- Лужний гідроліз п-хлорофенолу[3]:

{\displaystyle {\ce {Cl-C6H4-OH + OH- ->HO-C6H4-OH + Cl-}}}
- Лужне сплавлення п-бензендисульфонової кислоти[3]:

{\displaystyle {\ce {HSO3-C6H4-SO3H + 2NaOH ->[t]HO-C6H4-OH + 2NaHSO3}}}

## Хімічні властивості
Проявляє слабкі кислотні властивості. У лужному середовищі легко алкілюється, утворюючи етери:

### Окиснення
Гідрохінон дуже легко окиснюється, утворюючи 1,4-бензохінон:
При взаємодії бензохінону з ще не прореагувавшим гідрохіноном утворюється хінгідрон — чорно-фіолетові кристали: